# Гайнуллин, Мидхат Фазлыевич
Гайнуллин Мидхат Фазлыевич (13 ноября 1925 года, д. Малая Устюба Белебеевского кантона Башкирской АССР — 15 апреля 2001 года) — башкирский литературовед и писатель. Член Союза писателей БАССР (1956). Доктор филологических наук (1975), профессор (1976). Заслуженный деятель науки РСФСР (1985) и БАССР (1977). Участник Великой Отечественной войны.

## Биография
Гайнуллин Мидхат Фазлыевич родился 13 ноября 1925 года в д. Малая Устюба Белебеевского кантона БАССР (ныне Буздякский район Башкортостана). Учился в Буздякской средней общеобразовательной школе № 1.
Перед войной учился в Челябинском авиамеханическом училище связи, в Ленинградском военно-инженерном училище связи. Добровольцем ушел на войну. Воевал в составе Второго Украинского фронта. Принимал участие в боях в западных областях СССР, в Румынии, Венгрии, Австрии, Чехословакии и Германии. Был трижды ранен и контужен. Демобилизовался в 1946 году.
В 1947—1951 годах учился в Башкирском педагогическом институте им. К. А. Тимирязева (ныне Уфимский университет науки и технологий), затем в аспирантуре Института мировой литературы имени М. Горького Академии наук СССР. В 1954 году защитил кандидатскую диссертацию «Драматургия С. Мифтахова: из истории развития башкирской советской литературы», в 1975 году — докторскую («Становление и развитие социалистического реализма в башкирской драматургии (1917—1973)»).
С 1954 года работал научным сотрудником Института истории, языка и литературы БФ АН СССР, с 1957 года — ответственным секретарем правления Союза писателей БАССР, с 1958 года — заведующим отделом Башкирского областного комитета КПСС, в 1961—2001 годах — в Башкирском государственном университете (ныне Уфимский университет науки и технологий). В 1961—1989 годах — проректор по учебной работе БГУ (ныне Уфимский университет науки и технологий), до 1992 года — заведующий кафедрой журналистики БГУ (ныне Уфимский университет науки и технологий).
Писать начал в годы войны, печататься — с 1950 года. Область научных интересов — история театра и башкирской драматургии. Является соавтором справочника «Совет Башҡортостаны яҙыусылары» (1967; на русском языке «Писатели Советской Башкирии», 1969), сборника «Башҡорт драматургияһы антологияһы» (1984; «Антология башкирской драматургии»), школьных и ВУЗовских учебников по башкирской литературе.
Мидхат Фазлыевич — автор повестей и рассказов, включая повесть «Записки разведчика». При его участии были подготовлены к изданию произведения башкирских поэтов на немецком языке в ГДР и сборник немецкого писателя Эрика Нойча на башкирском языке.

## Награды и звания
- 1945 — орден Славы 3-й степени
- 1977 — Заслуженный деятель науки БАССР
- 1981 — орден «Знак Почёта»
- 1985 — орден Отечественной войны 1-й степени
- 1985 — Заслуженный деятель науки РСФСР

## Память
В 2010 году в Уфе на доме по улице Пушкина, 57/1, где жил писатель, открыта мемориальная доска.

## Труды
Гайнуллин Мидхат Фазлыевич — автор около 60 научных трудов.
- Башҡорт совет драматургияhының уҫеш юлдары. Өфө, 1985.
- Становление и развитие социалистического реализма в башкирской драматургии. М., 1975.
- Монографии «Драматургия С. Мифтахова» (1959 г.), «Действительность. Конфликт. Характер» («Ысынбарлыk. Конфликт. Характер», 1974 г.)